# Шанхай СИПГ
Шанхай SIPG FC (китайски: 上海上港; пинин: Shànghǎi Shànggǎng) или SIPG FC е професионален футболен клуб, който участва в китайската Супер лига по лиценз от Китайската асоциация по футбол (CFA). Екипът е със седалище в Шанхай, а техният стадион е Шанхай Стейдиъм, който има капацитет от 56 842 места. Собственици са китайската група Shanghai International Port Group (SIPG).